# Bi-loup
Le Bi-loup est un voilier de croisière bi-quille conçu par le chantier Wrighton à Béthune (Pas-de-Calais) pour une navigation familiale ou en équipage réduit. Plus d’un millier d’exemplaires ont été fabriqués depuis les années 1970.

## Caractéristiques

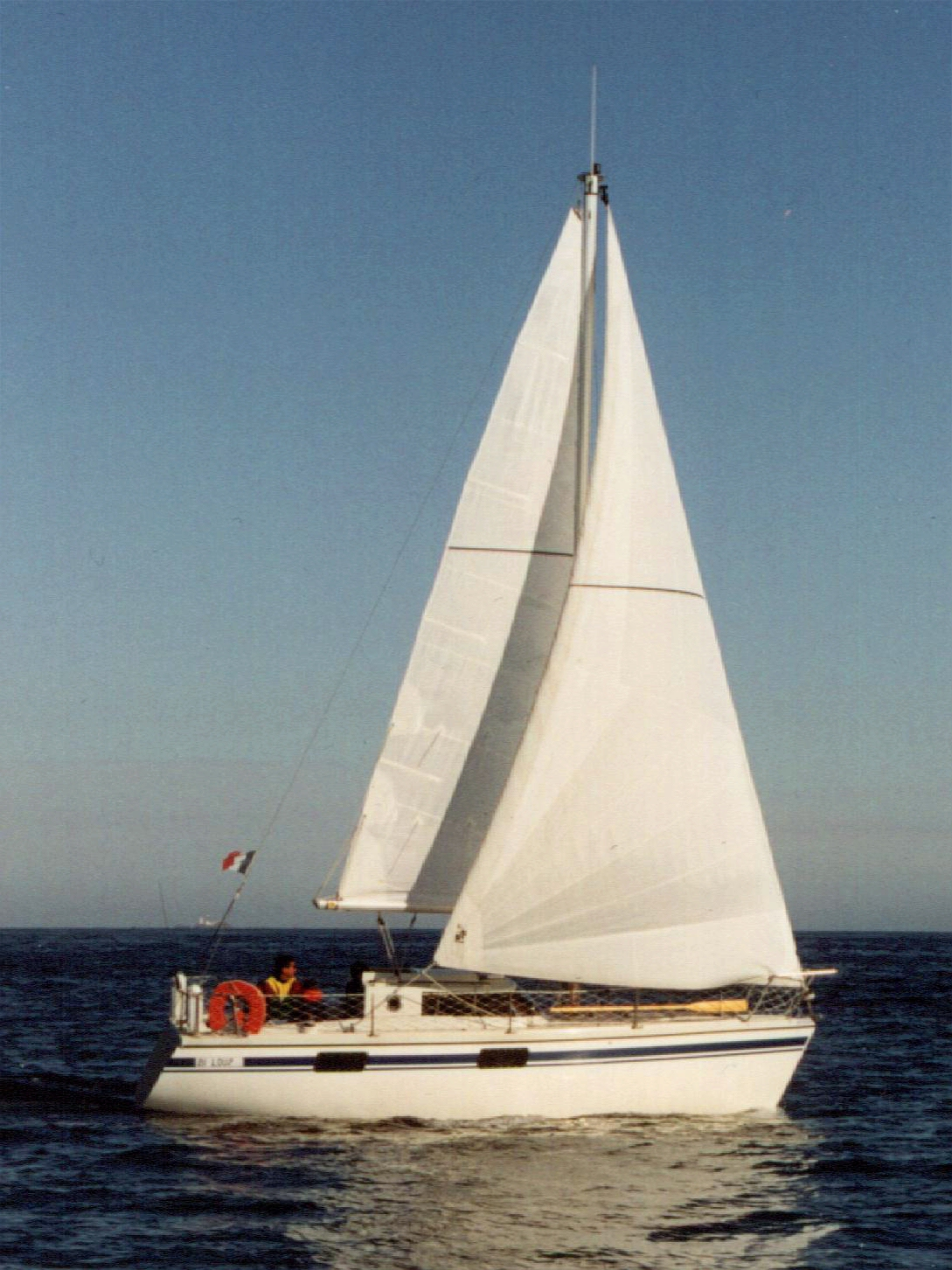
Bi-loup faisant route.

Ce n'est pas un bateau de régate, mais un bateau familial et simple de manœuvres.
Son principal atout sont ses deux quilles, qui permettent de s'échouer aisément et de découvrir des mouillages sauvages avec son faible tirant d'eau. Il est pourvu de quilles à profil asymétriques réduisant la dérive, ainsi que d’un safran à ailettes compensant son manque de profondeur et améliorant le point d’appui à l’échouage.
Ce bateau est de plus, par rapport à sa taille, conçu de façon à laisser beaucoup d'espace et de rangement facilitant la vie à bord.
Une des spécificités du Bi-loup est de pouvoir le construire soi-même : il est disponible à tous les stades intermédiaires de finitions, de la coque nue au bateau barre en main. 

## Modèles
Il existe trois modèles : Bi-loup 78, Bi-loup 90, Bi-loup 109.
Les Biloup 78 et 90  sont issus des 265 et 30 de l'ancienne gamme[Laquelle ?][pas clair]. Ils ont été, et sont en permanence, revus par l'architecte du chantier afin de les améliorer,tant esthétiquement que techniquement, sans en modifier les valeurs qui ont fait leur réputation[non neutre][réf. nécessaire].

## Histoire
Les Bi-loup ont été construits durant 30 ans au chantier naval Wrighton, mais celui-ci a été liquidé en fin d’année 2013.
Lors de la vente aux enchères des actifs de la société, deux anciens clients du chantier ont racheté les moules de plusieurs coques et ponts pour relancer Bi-Loup. Ils se sont adressés à un architecte naval, concepteur du dernier bateau de la gamme, pour redonner un jour vie au Bi-loup.